# Rudolf Sparing

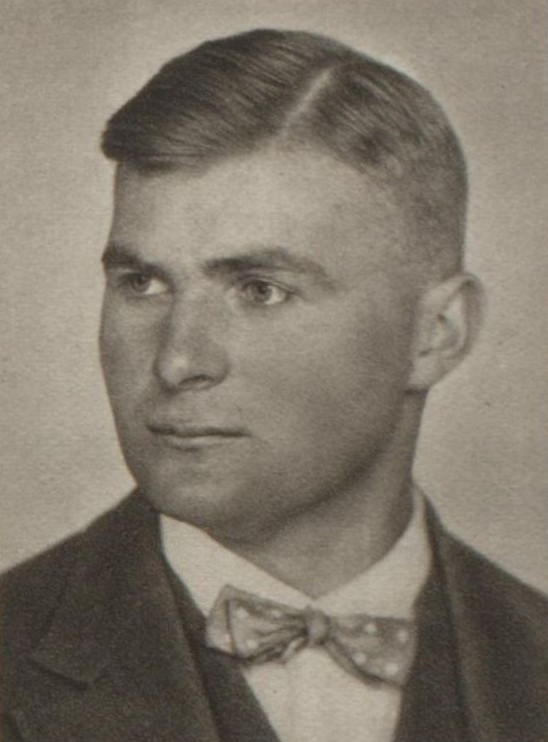
Rudolf Sparing, um 1930, fotografiert von Hugo Erfurth

Rudolf Sparing (* 6. November 1904 in Dresden; † 5. April 1955 in Potma, UdSSR) war ein deutscher Journalist. Er war der zweite und letzte Chefredakteur der NS-Wochenzeitung Das Reich.

## Leben
Nach seinem Abitur arbeitete Sparing als Stenograph im Reichstag. Im Anschluss an die nationalsozialistische Machtergreifung war er unter Max Amann, dem Reichsleiter für die Presse, für redaktionelle Belange zuständig. Sparing gehörte zur Gründungsmannschaft des von Rolf Rienhardt initiierten NS-Vorzeigeblattes Das Reich und war der erste Chefredakteur der Brüsseler Zeitung, ehe er in gleicher Funktion zur Pariser Zeitung, ebenfalls eine Besatzungszeitung, wechselte. Sparing überwachte jedoch lediglich die unmittelbare Gründungsphase und verließ die Zeitung bereits nach einer Woche. Im Februar 1943 wurde er als Nachfolger Eugen Mündlers zum Chefredakteur der Wochenzeitung Das Reich ernannt und verblieb in dieser Funktion bis April 1945. Sparing wurde in jenem Jahr durch die Rote Armee gefangen genommen, er starb später in einem Lager in Potma.